# Marie-José Perec
Marie-José Pérec (Basse-Terre, Guadalupe, 9 de mayo de 1968) es una atleta francesa especialista en 200 y 400 metros y ganadora de tres medallas de oro olímpicas.

## Biografía
Nacida y criada en Basse-Terre, una isla del archipiélago de Guadalupe en las Antillas francesas, se trasladó a vivir a París cuando tenía 16 años y ya destacaba por sus condiciones naturales para el atletismo. De la mano del preparador Jacques Piasenta en pocos años llegaría a la élite mundial.
En 1986 se proclamó campeona de Europa de los 200 m en pista cubierta en La Haya y fue 6ª en esta misma prueba en los mundiales en pista cubierta de Budapest.
En 1990 logró su primera medalla en una gran competición al aire libre, siendo 3ª en los Campeonatos de Europa de Split, tras las alemanas orientales Grit Breuer y Petra Schersing.
Su consagración llegó al año siguiente en los Campeonatos del Mundo de Tokio, donde consiguió la victoria haciendo además la mejor marca mundial del año con 49'13
Llegaba como gran favorita a los Juegos Olímpicos de Barcelona 1992, y confirmó los pronósticos ganando la medalla de oro con una gran marca de 48'83 por delante de la vigente campeona olímpica Olga Bryzgina (49,05) y de la colombiana Ximena Restrepo (49,64) Era la segunda francesa en ganar el oro olímpico en esta prueba después de Colette Besson en México 1968.
En 1993 tuvo una temporada difícil, con lesiones y problemas con su entrenador Jacques Piasenta, con el que rompió ese año. En 1994 se trasladó a California, en EE. UU., donde comenzó a trabajar con el conocido preparador de velocistas John Smith, y las cosas volvieron a funcionar para ella.
En los Campeonatos de Europa al aire libre de Helsinki 1994, ganó cómodamente en los 400 m, y además obtuvo otra medalla de oro con el equipo francés de relevos 4 x 400 m, junto a Francine Landre, Viviane Dorsile y Evelyn Elien. Ese año volvió a ser la mejor del mundo con una marca de 49,77 hecha en la reunión atlética de París.
En 1995, en los Campeonatos del Mundo de Gotemburgo ganó su segundo título mundial con 49,28 y sacando una gran ventaja a sus rivales. Además con esa marca lideraba el ranking mundial por cuarto año consecutivo.
La competición más importante de su carrera deportiva fueron los Juegos Olímpicos de Atlanta 1996. Si bien era la gran favorita para revalidar su título olímpico en los 400 m, nadie esperaba que pudiera ganar también en los 200 m, una prueba menos adecuada a sus características y donde la jamaicana Merlene Ottey parecía contar con muchas más opciones.
Sin embargo Pérec logró hacer doblete ganando tanto en 200 y como en 400 m, algo que solo había conseguido antes la estadounidense Valerie Brisco-Hooks en Los Ángeles 1984. Perec derrotó a Ottey en los 200 m con una marca de 22,12, mientras que en los 400 m hizo la mejor carrera de su vida con 48,25 , que sigue siendo el récord olímpico y la tercera mejor marca (por atleta) de todos los tiempos. También se convertía en la primera mujer que lograba revalidar el título olímpico en 400 metros.
Tras los Juegos de Atlanta ya no volvería a conseguir resultados destacables. Las desgracias en forma de lesiones y enfermedades se cebaron sobre ella. En 1997 se lesionó, y tras una tímida reaparición, cayó enferma con el virus Epstein-Barr, perdiéndose toda la temporada de 1998.
No reapareció seriamente hasta el año 2000, y lo hizo con resultados bastante discretos. También tuvo problemas con su entrenador John Smith, al que dejó para irse a Alemania a entrenar con Wolfgang Meier, el marido y exentrenador de la plusmarquista mundial Marita Koch.
Acudió a los Juegos Olímpicos de Sídney 2000, donde levantó una gran expectación por ver si era capaz de rivalizar con la australiana Cathy Freeman, la gran favorita. Sin embargo Pérec no llegó a competir en Sídney. Unos días antes de la competición abandonó precipitadamente la ciudad por motivos que nunca fueron completamente aclarados. Según dijo la propia, Pérec había un individuo que la amenazaba en la puerta de su hotel y temía por su seguridad, aunque otros dicen que su estado de forma no era bueno y que se fue porque sabía que no tenía posibilidades de hacer nada destacado.
Tras varios años alejada de las pistas intentó volver en 2003 para participar en los Campeonatos del Mundo de París, aunque finalmente renunció a hacerlo. De este modo puso punto final a su carrera deportiva.
Pérec fue una de las mejores atletas de la década de los 90, destacando por su elegancia a la hora de correr y sus larguísimas piernas. Su carrera deportiva vino marcada también por los problemas físicos, así como por las numerosas polémicas en que se vio inmersa, debidas en parte a su carácter un tanto difícil.
En los Juegos Olímpicos de París 2024 fue la última relevista y encargada de encender el pebetero olímpico en forma de globo aerostático junto al judoca Teddy Riner.

## Resultados
| Año  | Competición                            | Lugar               | Puesto                        | Marca         |
| ---- | -------------------------------------- | ------------------- | ----------------------------- | ------------- |
| 1989 | Campeonato de Europa en pista cubierta | La Haya, Holanda    | 1º en 200 m                   | 23,21         |
| 1989 | Campeonato del Mundo en pista cubierta | Budapest, Hungría   | 6º en 200 m                   | 23,99         |
| 1990 | Campeonato de Europa                   | Split, Croacia      | 3º en 400 m                   | 50,84         |
| 1991 | Campeonato del Mundo                   | Tokio, Japón        | 1º en 400 m                   | 49,13         |
| 1992 | Juegos Olímpicos                       | Barcelona, España   | 1º en 400 m                   | 48,83         |
| 1992 | Copa del Mundo                         | La Habana, Cuba     | 1º en 200 m 2ª en 4 x 100 m   | 23,07 44,02   |
| 1993 | Campeonato del Mundo                   | Stuttgart, Alemania | 4.ª en 200 m                  | 20,20         |
| 1994 | Campeonato de Europa                   | Helsinki, Finlandia | 1.ª en 400 m 1.ª en 4 × 400 m | 50,33 3:22,34 |
| 1995 | Campeonato del Mundo                   | Gotemburgo, Suecia  | 1.ª en 400 m                  | 49,28         |
| 1996 | Juegos Olímpicos                       | Atlanta, EE. UU.    | 1.ª en 200 m 1.ª en 400 m     | 22,12 48,25   |

## Marcas personales
- 100 metros - 10,96 (Dijon, 1991)
- 200 metros - 21,99 (Villeneuve d'Ascq, 1993)
- 400 metros - 48,25 (Atlanta, 1996)
- 400 metros vallas - 53,21 (Zúrich, 1995)